# Coryanthes feildingii
Coryanthes feildingii är en orkidéart som beskrevs av John Lindley. Coryanthes feildingii ingår i släktet Coryanthes, och familjen orkidéer. Inga underarter finns listade i Catalogue of Life.